# Chris Duhon
Chris Nicholas Duhon (Mamou, 31 de agosto de 1982), é um jogador de basquete norte-americano, que atua no Los Angeles Lakers da NBA como armador.

## Carreira

### Universidade
Jogou primeiramente no Instituto Salmen em Slidell no seu estado natal, onde foi nomeado como "Mr. Basketball"  do estado, participando também do McDonald's All-American Team e vencendo o concurso de chutes para três pontos do McDonald's. Chegou a tradicional Universidade de Duke em 2000, onde foi reserva do armador Jason Williams. Com a contusão de Carlos Boozer, Williams mudou sua posição para ala, o que tornou a possibilidade de Duhon ser titular real. O time de Duke, conhecido como "Blue Devils" (Diabos Azuis) venceram o campeonato universitário da NCAA em 2001 e Duhon foi escolhido como Calouro do Ano (Rookie of the Year) na Conferência do Atlântico desse mesmo ano.
Na temporada seguinte, Duhon foi ainda melhor, tendo médias de 2.3 roubos de bola e 5.9 assistências por jogo, além de melhorar muito seu jogo defensivo. Dessa forma, se tornava o líder do time de Duke e, na temporada 2002-2003, conseguiu levar a equipe ao Sweet 16 (oitavas-de-fina da Conferência) com médias de 9.2 pontos, 6.4 assistências, 4.1 rebotes e 2.2 roubos por partida. Na temporada seguinte, foi ainda mais longe ao atingir o Final Four, torneio final que reúne as quatro melhores equipes da NCAA para disputa de semi-finais e finais.
Ao encerrar sua carreira universitária, obteve vários recordes como maior número de roubos de bola da história de Duke, com 300 roubos, o que mais minutos jogou (4.813 minutos em quadra) e segundo em assistências, com total de 819. Em seus quatro anos na universidade, conquistou 123 vitórias e apenas 21 derrotas, que lhe valeu o título de segundo maior vencedor da universidade no basquete em todos os tempos. Conseguiu três títulos de conferência, foi finalista do Prêmio John R. Wooden, Universitário do Ano e do Prêmio Adolph Rupp em 2004. Seu saldo final na universidade o coloca como o único jogador da Conferência do Atlântico a obter pelo menos 1.200 pontos, 800 assistências, 475 rebotes e 125 conversões de cestas para três pontos.

### Carreira Profissional
No Draft de 2004, foi selecionado pelo Chicago Bulls como 38ª escolha, na segunda rodada. Em sua primeira temporada, conseguiu médias de 5.9 pontos e 4.9 assistências em 82 partidas, sendo 73 como titular. Já no primeiro jogo da temporada seguinte, conseguiu seu primeiro triple-doble (pelo menos dois dígitos atingidos em três estatísticas diferentes), quando fez 18 pontos, 12 assistências e 10 rebotes contra o Charlotte Bobcats. Suas médias foram aumentando temporada a temporada, até que em julho de 2008, firmou um contrato com o seu atual time, o New York Knicks, como free agent (jogador livre de contrato que pode assinar com qualquer equipe).

## Curiosidades
- Em 2005, Duhon ajudou a arrecadar mais de três mil caixas de mantimentos, no valor total de 450 mil dólares, para os habitantes de Slidell, cidade onde mora, em decorrência do desastre ocorrido com o Furacão Katrina.[4]
- Em janeiro de 2007 foi suspenso por um jogo pelos Bulls por perder um dia de treino anterior a partida, alegando ter dormido demais.[5]
- A sua chegada a Nova York é tida como, principalmente, para assumir o lugar do armador Stephon Marbury que está em seu último ano de contrato e há rumores de que possa ser rescindido ainda antes do término.[6]

## Estatísticas

### Temporada Regular
| Ano       | Equipe        | PR  | PT  | MP   | %CP  | %C3  | %LL  | RP  | AP  | RoP | TP | PP  |
| --------- | ------------- | --- | --- | ---- | ---- | ---- | ---- | --- | --- | --- | -- | --- |
| 2004-2005 | Chicago Bulls | 82  | 73  | 26.5 | .352 | .355 | .731 | 2.6 | 4.9 | 1.0 | .0 | 5.9 |
| 2005-2006 | Chicago Bulls | 74  | 38  | 29.1 | .400 | .360 | .818 | 3.0 | 5.0 | .9  | .0 | 8.7 |
| 2006-2007 | Chicago Bulls | 78  | 30  | 24.4 | .408 | .359 | .752 | 2.2 | 4.0 | .9  | .1 | 7.2 |
| 2007-2008 | Chicago Bulls | 66  | 18  | 22.6 | .387 | .348 | .813 | 1.8 | 4.0 | .7  | .0 | 5.8 |
| Total     |               | 300 | 159 | 25.8 | .387 | .356 | .785 | 2.4 | 4.5 | .9  | .0 | 6.9 |

### Playoffs
| Ano       | Equipe        | PR | PT | MP   | %CP  | %C3  | %LL  | RP  | AP  | RoP | TP | PP  |
| --------- | ------------- | -- | -- | ---- | ---- | ---- | ---- | --- | --- | --- | -- | --- |
| 2004-2005 | Chicago Bulls | 6  | 5  | 26.5 | .297 | .273 | .818 | 4.3 | 3.5 | .3  | .0 | 6.2 |
| 2005-2006 | Chicago Bulls | 6  | 0  | 21.8 | .360 | .438 | .833 | 2.7 | 2.2 | .3  | .0 | 5.0 |
| 2006-2007 | Chicago Bulls | 9  | 0  | 19.1 | .290 | .316 | .800 | 1.8 | 2.3 | .3  | .1 | 3.6 |
| Total     |               | 21 | 5  | 22.0 | .312 | .333 | .815 | 2.8 | 2.6 | .3  | .1 | 4.7 |